# Eleições autárquicas de 2009 em Matosinhos
As eleições autárquicas de 2009 serviram para eleger os membros dos diferentes dos órgãos do poder local do concelho de Matosinhos.
Numas eleições marcadas pelas divisões internas no Partido Socialista, Guilherme Pinto, presidente em exercício desde 2005 pelo PS, voltou a vencer com cerca de 42% dos votos e 5 vereadores.
Narciso Miranda, ex-presidente da Câmara pelo PS, candidatou-se como independente mas não conseguiu vencer as eleições, ficando-se pelos 30% dos votos e 4 vereadores.
A coligação PSD-CDS perdeu cerca de metade dos votos em relação a 2005, obtendo 17,1% dos votos e 2 vereadores.
Por fim, a Coligação Democrática Unitária também obteve um mau resultado, perdendo o vereador que detinha até então.

## Resultados Oficiais
Os resultados para os diferentes órgãos do poder local no Concelho de Matosinhos foram os seguintes:

### Câmara Municipal
| Partido                 | Partido                            | Votos   | %               | +/-   | Vereadores | +/-     |
| ----------------------- | ---------------------------------- | ------- | --------------- | ----- | ---------- | ------- |
|                         | Partido Socialista                 | 37 329  | 42,31 / 100,00  | 4,96  | 5 / 11     | 1       |
|                         | Narciso Miranda, Matosinhos Sempre | 27 083  | 30,70 / 100,00  | Novo  | 4 / 11     | Novo    |
|                         | PSD-CDS                            | 15 084  | 17,10 / 100,00  | 13,79 | 2 / 11     | 2       |
|                         | Coligação Democrática Unitária     | 3 856   | 4,37 / 100,00   | 4,27  | 0 / 11     | 1       |
|                         | Bloco de Esquerda                  | 2 363   | 2,68 / 100,00   | 4,36  | 0 / 11     | Estável |
|                         | Partido Popular Monárquico         | 157     | 0,18 / 100,00   | -     | 0 / 11     | -       |
| Votos Inválidos         | Votos Inválidos                    | 2 345   | 2,66 / 100,00   | 2,93  |            |         |
| Total                   | Total                              | 88 217  | 100,00 / 100,00 |       | 11 / 11    |         |
| Eleitorado/Participação | Eleitorado/Participação            | 143 919 | 61,30 / 100,00  | 5,23  |            |         |

### Assembleia Municipal
| Partido                 | Partido                            | Votos   | %               | +/-   | Deputados | +/-  |
| ----------------------- | ---------------------------------- | ------- | --------------- | ----- | --------- | ---- |
|                         | Partido Socialista                 | 34 863  | 39,52 / 100,00  | 6,18  | 14 / 33   | 2    |
|                         | Narciso Miranda, Matosinhos Sempre | 24 710  | 28,01 / 100,00  | Novo  | 10 / 33   | Novo |
|                         | PSD-CDS                            | 17 474  | 19,81 / 100,00  | 11,15 | 7 / 33    | 4    |
|                         | Coligação Democrática Unitária     | 4 722   | 5,35 / 100,00   | 3,82  | 1 / 33    | 2    |
|                         | Bloco de Esquerda                  | 3 836   | 4,35 / 100,00   | 4,36  | 1 / 33    | 2    |
| Votos Inválidos         | Votos Inválidos                    | 2 612   | 2,96 / 100,00   | 2,67  |           |      |
| Total                   | Total                              | 88 217  | 100,00 / 100,00 |       | 33 / 33   |      |
| Eleitorado/Participação | Eleitorado/Participação            | 143 919 | 61,30 / 100,00  | 5,19  |           |      |

### Juntas de Freguesia
| Partido                 | Partido                        | Votos   | %               | +/-   | Presidentes | +/-     | Mandatos  | +/- |
| ----------------------- | ------------------------------ | ------- | --------------- | ----- | ----------- | ------- | --------- | --- |
|                         | Partido Socialista             | 35 703  | 40,47 / 100,00  | 4,98  | 9 / 10      | Estável | 63 / 138  | 4   |
|                         | Grupo de Cidadãos              | 22 891  | 25,95 / 100,00  | 24,47 | 0 / 10      | Estável | 40 / 138  | 37  |
|                         | PSD-CDS                        | 18 734  | 21,24 / 100,00  | 9,80  | 1 / 10      | Estável | 32 / 138  | 13  |
|                         | Coligação Democrática Unitária | 4 674   | 5,30 / 100,00   | 3,69  | 0 / 10      | Estável | 2 / 138   | 8   |
|                         | Bloco de Esquerda              | 3 403   | 3,86 / 100,00   | 3,46  | 0 / 10      | Estável | 1 / 138   | 6   |
| Votos Inválidos         | Votos Inválidos                | 2 812   | 3,19 / 100,00   | 2,40  |             |         |           |     |
| Total                   | Total                          | 88 217  | 100,00 / 100,00 |       | 10 / 10     |         | 138 / 138 | 6   |
| Eleitorado/Participação | Eleitorado/Participação        | 143 919 | 61,30 / 100,00  | 5,16  |             |         |           |     |

## Resultados por Freguesia

### Câmara Municipal
| Freguesia             | %     | %     | %        | %    | %    | %    | Votantes |
| Freguesia             | PS    | MS    | PSD- CDS | CDU  | BE   | PPM  | Votantes |
| --------------------- | ----- | ----- | -------- | ---- | ---- | ---- | -------- |
| Custoias              | 42,96 | 31,68 | 15,43    | 4,53 | 2,65 | 0,06 | 8 431    |
| Guifões               | 42,86 | 37,70 | 10,96    | 3,55 | 2,25 | 0,11 | 5 546    |
| Lavra                 | 45,83 | 22,11 | 23,72    | 2,97 | 1,82 | 0,23 | 5 594    |
| Leça da Palmeira      | 42,88 | 25,63 | 21,72    | 4,18 | 2,92 | 0,20 | 9 485    |
| Leça do Balio         | 39,35 | 32,13 | 16,64    | 5,04 | 3,64 | 0,24 | 8 003    |
| Matosinhos            | 44,13 | 33,04 | 14,35    | 3,96 | 1,97 | 0,15 | 16 261   |
| Perafita              | 48,13 | 29,14 | 14,24    | 3,00 | 2,60 | 0,15 | 7 197    |
| Santa Cruz do Bispo   | 43,68 | 31,00 | 18,13    | 2,79 | 1,72 | 0,21 | 3 265    |
| São Mamede de Infesta | 38,07 | 32,19 | 18,65    | 4,74 | 3,33 | 0,23 | 11 087   |
| Senhora da Hora       | 39,43 | 30,20 | 18,26    | 6,26 | 3,09 | 0,19 | 13 348   |
| Matosinhos            | 42,31 | 30,70 | 17,10    | 4,37 | 2,68 | 0,18 | 88 217   |

### Assembleia Municipal
| Freguesia             | %     | %     | %        | %    | %    | Votantes |
| Freguesia             | PS    | MS    | PSD- CDS | CDU  | BE   | Votantes |
| --------------------- | ----- | ----- | -------- | ---- | ---- | -------- |
| Custoias              | 41,12 | 29,36 | 17,21    | 5,37 | 4,07 | 8 431    |
| Guifões               | 41,62 | 36,04 | 12,06    | 4,17 | 3,37 | 5 546    |
| Lavra                 | 40,83 | 19,97 | 28,26    | 4,22 | 3,09 | 5 594    |
| Leça da Palmeira      | 38,80 | 22,77 | 25,47    | 5,05 | 4,86 | 9 485    |
| Leça do Balio         | 36,99 | 29,11 | 19,02    | 6,09 | 5,20 | 8 003    |
| Matosinhos            | 41,55 | 30,09 | 17,15    | 4,99 | 3,72 | 16 261   |
| Perafita              | 45,70 | 27,19 | 16,55    | 3,78 | 3,86 | 7 197    |
| Santa Cruz do Bispo   | 42,66 | 29,04 | 19,75    | 3,34 | 2,66 | 3 265    |
| São Mamede de Infesta | 36,65 | 28,11 | 21,02    | 5,76 | 5,13 | 11 087   |
| Senhora da Hora       | 34,93 | 27,82 | 21,58    | 7,52 | 5,37 | 13 348   |
| Matosinhos            | 39,52 | 28,01 | 19,81    | 5,35 | 4,35 | 88 217   |

### Juntas de Freguesia
| Freguesia             | 2005-2009 | 2005-2009          | 2005-2009      | 2009-2013 | 2009-2013          | 2009-2013      |
| --------------------- | --------- | ------------------ | -------------- | --------- | ------------------ | -------------- |
| Custoias              |           | Partido Socialista | 47,47 / 100,00 |           | Partido Socialista | 43,62 / 100,00 |
| Guifões               |           | Partido Socialista | 46,86 / 100,00 |           | Partido Socialista | 44,41 / 100,00 |
| Lavra                 |           | PSD-CDS            | 49,79 / 100,00 |           | PSD-CDS            | 41,44 / 100,00 |
| Leça da Palmeira      |           | Partido Socialista | 41,23 / 100,00 |           | Partido Socialista | 38,23 / 100,00 |
| Leça do Balio         |           | Partido Socialista | 46,96 / 100,00 |           | Partido Socialista | 38,52 / 100,00 |
| Matosinhos            |           | Partido Socialista | 47,74 / 100,00 |           | Partido Socialista | 44,92 / 100,00 |
| Perafita              |           | Partido Socialista | 49,93 / 100,00 |           | Partido Socialista | 46,70 / 100,00 |
| Santa Cruz do Bispo   |           | Partido Socialista | 46,47 / 100,00 |           | Partido Socialista | 43,95 / 100,00 |
| São Mamede de Infesta |           | Partido Socialista | 47,91 / 100,00 |           | Partido Socialista | 40,36 / 100,00 |
| Senhora da Hora       |           | Partido Socialista | 41,72 / 100,00 |           | Partido Socialista | 33,56 / 100,00 |